# 三島川之江インターチェンジ

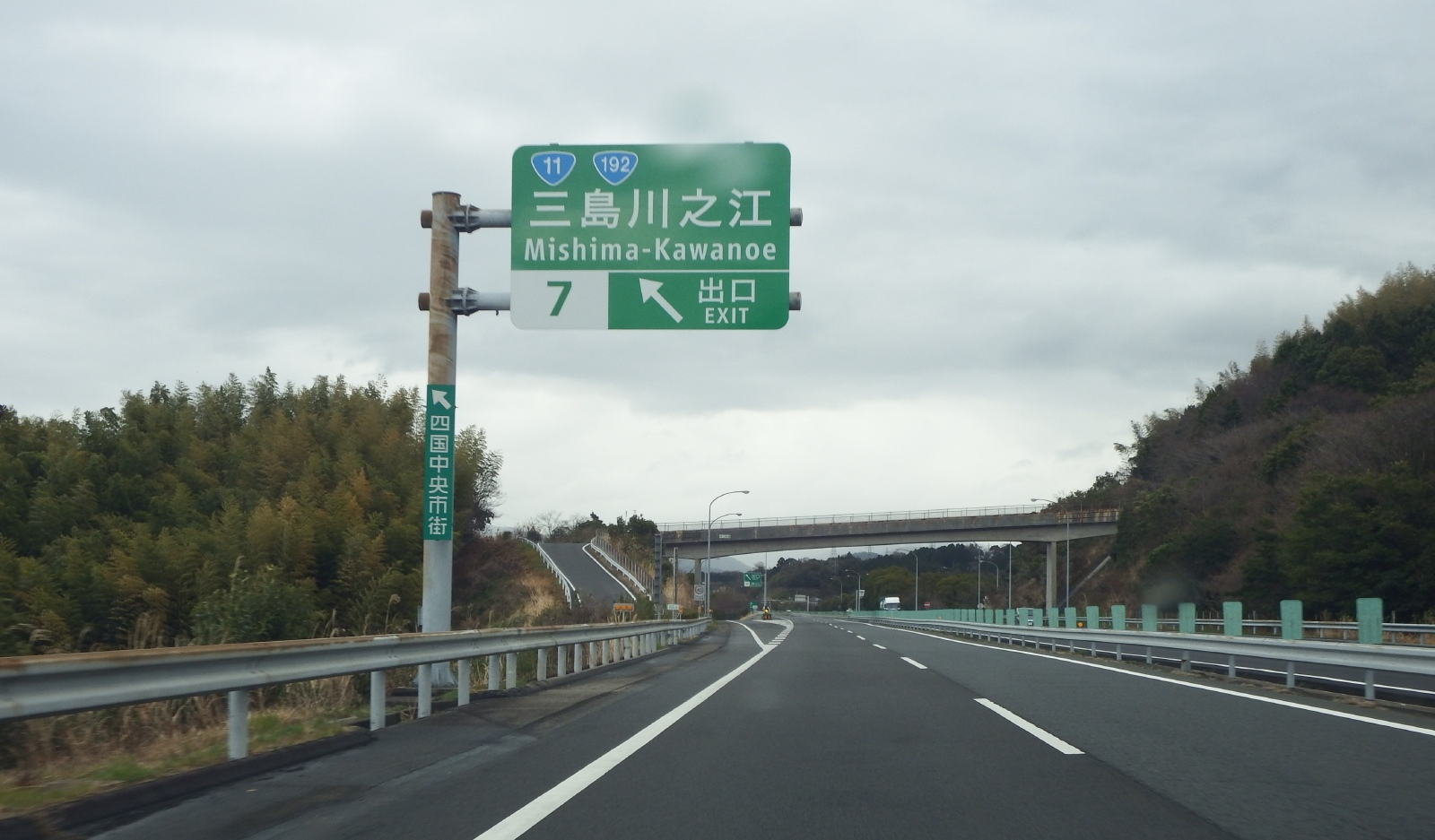
上り線降り口

三島川之江インターチェンジ（みしまかわのえインターチェンジ）は、愛媛県四国中央市妻鳥町と同市下柏町にある、松山自動車道のインターチェンジである。
本項では、三島・川之江インターバスストップについても記述する。

## 概要

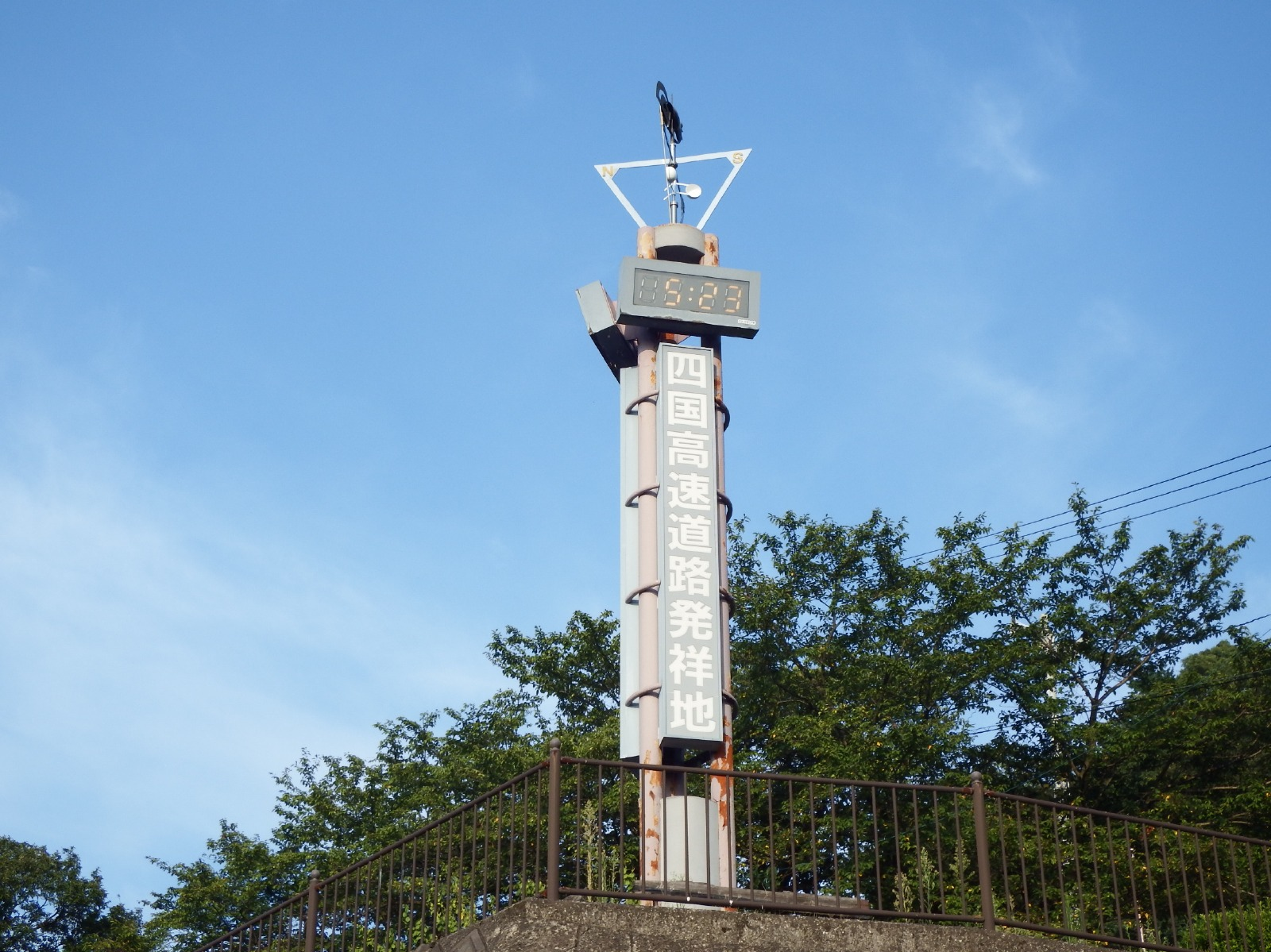
四国高速道路発祥地と記された時計塔

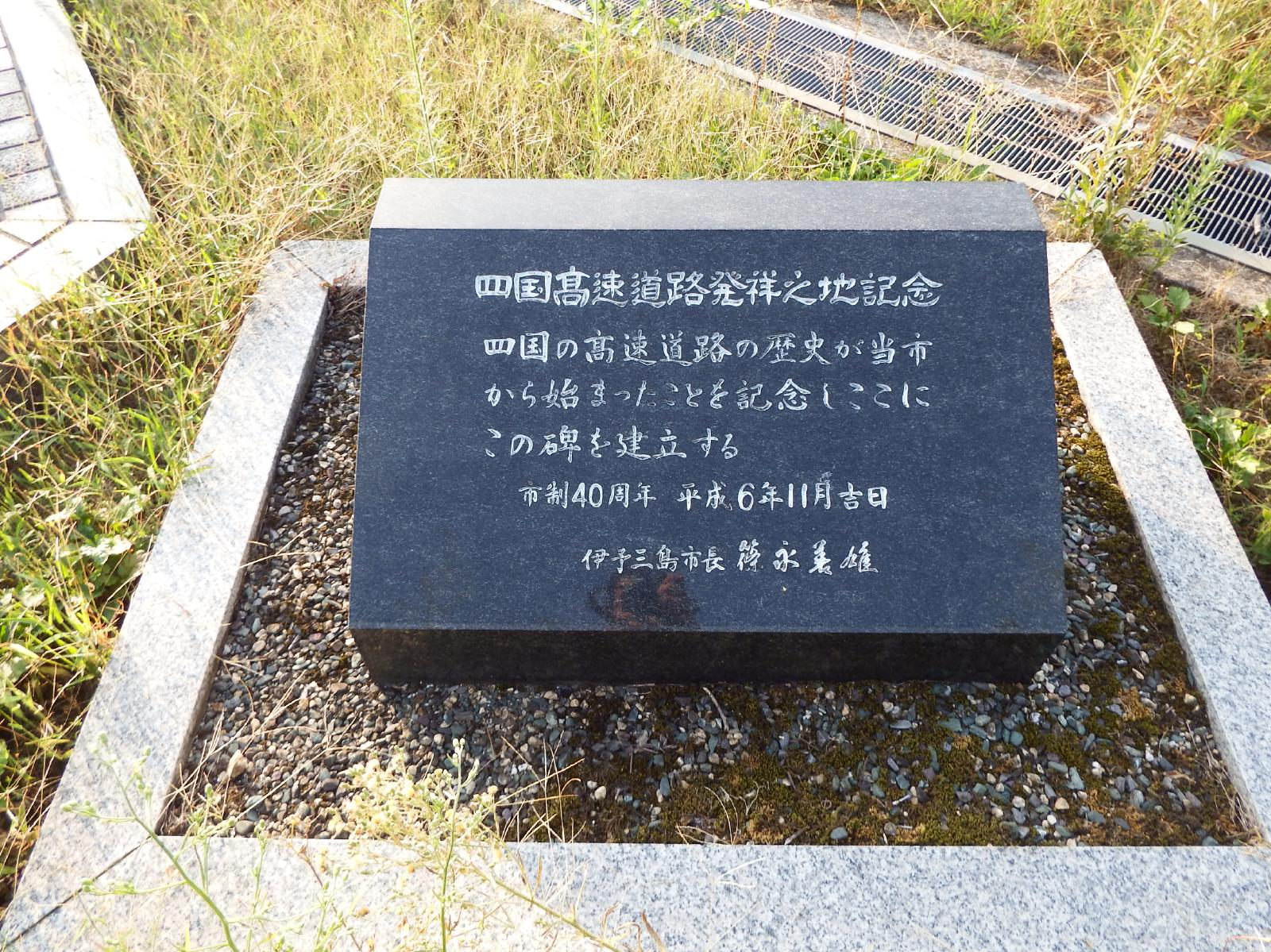
四国高速道路発祥之地記念の石碑

三島川之江IC - 土居IC間は、四国初の高速道路の開通区間で、1985年（昭和60年）3月27日に開通した。
沿線の三島公園には、四国高速発祥之地記念の石碑がある。

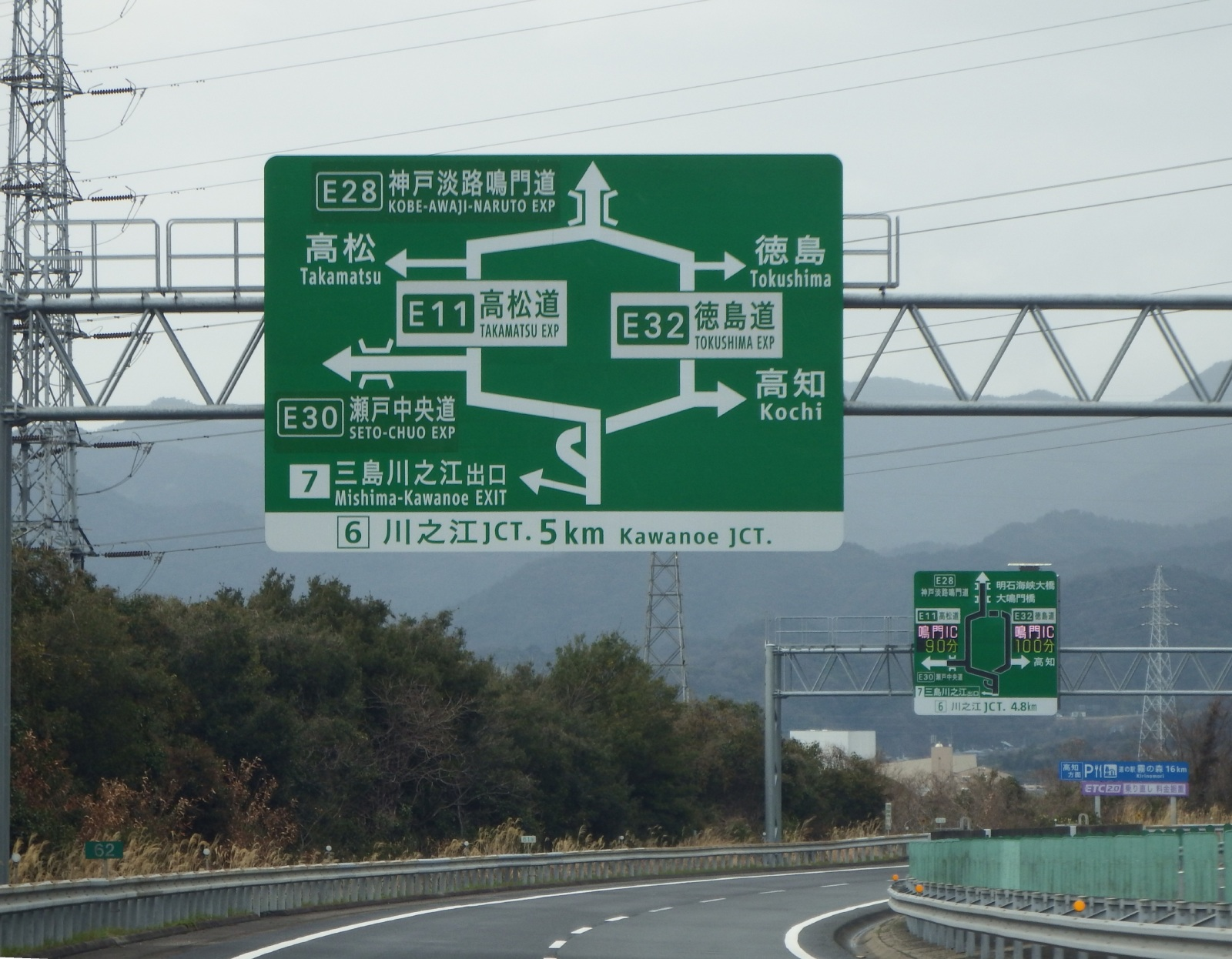
三島川之江IC本線の西の標識

## 歴史
- 1985年（昭和60年）3月27日 : 三島川之江IC - 土居IC間が四国初の高速道路として開通し供用開始[1][2]。
- 1987年（昭和62年）12月16日 : 高松自動車道の善通寺IC - 三島川之江IC間が開通し、高松自動車道と接続[2][3]。

## 周辺
- 四国中央市立松柏小学校

## 接続する道路
- 国道11号（川之江三島バイパス）
- 愛媛県道333号三島川之江港線

## 料金所
- ブース数 : 5

### 入口
- ブース数 : 2

2ブースともETC専用および一般またはETC・一般の可変式ブース

### 出口
- ブース数 : 3
  - ETC専用および一般またはETC・一般の可変式ブース : 2
  - 一般（精算機） : 1

## 三島・川之江インターバスストップ
三島・川之江インターバスストップ（みしま・かわのえインターバスストップ）は、愛媛県四国中央市妻鳥町にある、高速バス用のバス停留所である。
四国4県都へ、放射状に高速道路が敷設されている四国中央市は、ほとんどの高速バスが市内を通過するため、当バスストップには2019年2月現在、1日92便の高速バスが停車する。
当バスストップは、料金所の外に設置されているため、停車する路線は一旦料金所を出る形になっている。
また、当バスストップ近隣に、利用者用の有料駐車場が設置されている。

### 停車する路線
|               | 路線名・愛称                                   | 行先                                    | 運行会社                         | 乗降区分 | 備考                                                              |
| ------------- | ---------------------------------------------- | --------------------------------------- | -------------------------------- | -------- | ----------------------------------------------------------------- |
| 川之江JCT方面 | いしづちライナー                               | ハービスOSAKAバスターミナル             | 瀬戸内運輸・阪神バス             | 乗車専用 | 阪神バスの路線名・愛称はサラダエクスプレス                        |
| 川之江JCT方面 | オリーブ松山号                                 | 名古屋駅（広小路口）                    | JR四国バス・JR東海バス           | 乗車専用 |                                                                   |
| 川之江JCT方面 | オレンジライナーえひめ号                       | 名鉄バスセンター                        | 伊予鉄バス・名鉄バス             | 乗車専用 |                                                                   |
| 川之江JCT方面 | コトバスエクスプレス （愛媛⇔東京・新宿・横浜） | 丸の内鍛冶橋駐車場 東京ディズニーランド | 琴平バス                         | 乗車専用 | シャトルバスで運行 コトバスステーション鳴門インターで乗り換えあり |
| 川之江JCT方面 | コトバスエクスプレス （愛媛⇔名古屋・四日市）   | 名古屋南 ささしまライブ                 | 琴平バス                         | 乗車専用 | シャトルバスで運行 コトバスステーション鳴門インターで乗り換えあり |
| 川之江JCT方面 | コトバスエクスプレス （愛媛⇔福岡（博多））     | HEARTSバスステーション博多              | 琴平バス                         | 乗車専用 | シャトルバスで運行 宇多津駅南口南で乗り換えあり                   |
| 川之江JCT方面 | なんごくエクスプレス                           | はりまや橋観光バスターミナル            | JR四国バス                       | 乗車専用 |                                                                   |
| 川之江JCT方面 | パイレーツ号                                   | 渋谷駅（渋谷マークシティ）              | 瀬戸内運輸・東急トランセ         | 乗車専用 |                                                                   |
| 川之江JCT方面 | ホエールエクスプレス                           | はりまや橋観光バスターミナル            | とさでん交通・伊予鉄バス         | 乗降可能 | 特急便は通らない。                                                |
| 川之江JCT方面 | 坊っちゃんエクスプレス                         | 高松駅前バスターミナル                  | 四国高速バス・伊予鉄バス         | 乗降可能 | 特急便とジェイアール四国バス運行便は通らない。                    |
| 川之江JCT方面 | 松山エクスプレス号                             | 大阪駅JR高速バスターミナル              | 西日本JRバス・JR四国バス         | 乗車専用 |                                                                   |
| 川之江JCT方面 | 松山エクスプレス号                             | 京都駅烏丸口                            | JR四国バス                       | 乗車専用 |                                                                   |
| 川之江JCT方面 | 松山エクスプレス号                             | ユニバーサル・スタジオ・ジャパン        | JR四国バス                       | 乗車専用 |                                                                   |
| 川之江JCT方面 | 吉野川エクスプレス                             | 徳島駅                                  | 徳島バス・JR四国バス・伊予鉄バス | 乗車専用 |                                                                   |
| 松山IC方面    | いしづちライナー                               | 壬生川駅前                              | 瀬戸内運輸・阪神バス             | 降車専用 | 阪神バスの路線名・愛称はサラダエクスプレス                        |
| 松山IC方面    | オリーブ松山号                                 | JR四国バス 松山支店                     | JR四国バス・JR東海バス           | 降車専用 |                                                                   |
| 松山IC方面    | オレンジライナーえひめ号                       | 伊予鉄南予バス 八幡浜営業所             | 伊予鉄バス・名鉄バス             | 降車専用 |                                                                   |
| 松山IC方面    | コトバスエクスプレス （愛媛⇔東京・新宿・横浜） | 松山駅東                                | 琴平バス                         | 降車専用 | シャトルバスで運行 コトバスステーション鳴門インターで乗り換えあり |
| 松山IC方面    | コトバスエクスプレス （愛媛⇔名古屋・四日市）   | 松山駅東                                | 琴平バス                         | 降車専用 | シャトルバスで運行 コトバスステーション鳴門インターで乗り換えあり |
| 松山IC方面    | コトバスエクスプレス （愛媛⇔福岡（博多））     | 三島・川之江インター                    | 琴平バス                         | 降車専用 | シャトルバスで運行 宇多津駅南口南で乗り換えあり                   |
| 松山IC方面    | なんごくエクスプレス                           | JR四国バス 松山支店                     | JR四国バス                       | 降車専用 |                                                                   |
| 松山IC方面    | パイレーツ号                                   | 今治桟橋                                | 瀬戸内運輸・東急トランセ         | 降車専用 |                                                                   |
| 松山IC方面    | ホエールエクスプレス                           | 大街道                                  | とさでん交通・伊予鉄バス         | 乗降可能 | 特急便は通らない。                                                |
| 松山IC方面    | 坊っちゃんエクスプレス                         | JR松山駅                                | 四国高速バス・伊予鉄バス         | 乗降可能 | 特急便とジェイアール四国バス運行便は通らない。                    |
| 松山IC方面    | 松山エクスプレス号                             | JR四国バス 松山支店                     | 西日本JRバス・JR四国バス         | 降車専用 |                                                                   |
| 松山IC方面    | 松山エクスプレス号                             | 八幡浜港                                | JR四国バス                       | 降車専用 |                                                                   |
| 松山IC方面    | 吉野川エクスプレス                             | 大街道                                  | 徳島バス・JR四国バス・伊予鉄バス | 乗降可能 |                                                                   |

## 隣
E11 松山自動車道
(6) 川之江JCT - 上分PA - (7) 三島川之江IC - (8) 土居IC